# Пановичі
Пано́вичі —  село в Україні, у Підгаєцькій міській громаді Тернопільського району Тернопільської області. Розташоване на південному заході району. До 2020 р. було підпорядковане Гнильченській сільраді. До 1990 року належало до Бережанського району. 
Населення — 169 осіб (2007).

## Історія
Перша писемна згадка — 1395.

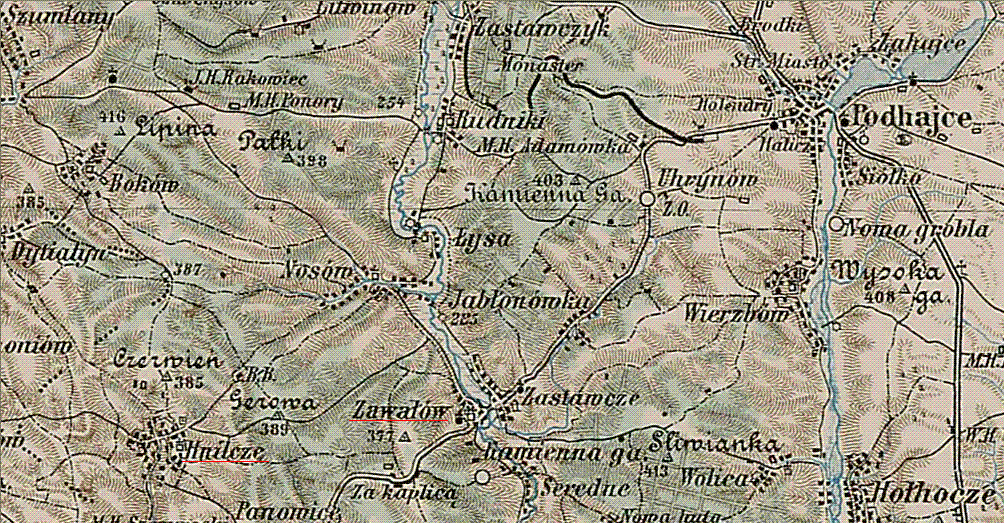
Територія навколо Пановичів на військовій австрійській карті

У серпні 1944 в Пановичах відбувся бій сотні «Сірі вовки» - «Сіроманці» та чоти сотні «Орли» (командир «Бистрий») із більшовиками.
З 15 на 16 серпня 1944 року на Храмовий празник відбувся напад на мирне населення в с. Пановичі групи осіб, які входили в угрупування «Ястрибки». В дане угрупування увійшли: військові Червоної Армії, військові Армії Крайової, а також - кримінальні елементи Підгаєччини, а також партизани Червоної Армії Мєдвєдєва та з'єднання Ковпака Сидіра. Всі дії були узгодженні із керівництвом НКВД та під контролем в міста Підгайці. В даному селі проживали жителі за національністю  - поляки, і лишень кілька хат були за національністю - українці. Напад був підготовлений із села Гнильче військовим, диверсійним підрозділом «Ястребки». В ході диверсійних робіт НКВД м. Підгайці було вбито 60 місцевих жителів, хати пограбовано і спалено. Решта населення врятувалося втечею до м. Підгаєць. Даний підрозділ в народі отримав назву "Бандити з Гнильчого". А серед місцевого населення була поширена пропаганда - «Бандерівці». Причини створення різанини між селами Підгаєччини - Гнильче та Пановичі: 1. План НКВД стосовно повернення поляків до Польщі; 2. Скомпроментувати ОУН-УПА - «Бистрого», «Орла», яка начеб то вбивала своїх у свіпраці з НКВД та Армією Краєвою; 3. Вбивство зв'язкового ОУН-УПА - МУЛЯКА, яке було «перенаправлено», як дії поляків проти українців. 4. Відповідні дії- різанина поляків супроти ОУН-УПА та українців, які стали жертвами диверсійної роботи НКВД, підпільників Ковпака С., Медвєдьєва Д.
Залищилось двоє свідків, які можуть довести правду стосовно УКРАЇНО-ПОЛЬСЬКОГО протистояння6 1. Залишився проживати на територіїх Підгаєччини у зв'язку із сіменими обставинами , за національніст. українець, військовий ЧА і поляк, свідок, який був запроторений до ВОРКУТАЛАГ, а піжніше перебрався до рідної Польщі.  
Дані дії НКВД стосовно різанин у селі Біла Криниця та с. Детятин (М. Галич) були попереджені військовими ОУН-УПА. Таким чином злочини вдалося попередити і запобігти, а сотні сімей вдалося врятувати і добровільно зі згодою двох сторін переправити до Польщі. Більшість поляків були дуже вдячні українцям стосовно спасіння своїх життів до створення ПРОПОГАНДИ СРСР проти українців та ОУН-УПА.
З 1991 року в складі незалежної України.
12 червня 2020 року, відповідно до розпорядження Кабінету Міністрів України № 724-р «Про визначення адміністративних центрів та затвердження територій територіальних громад Тернопільської області» увійшло до складу Підгаєцької міської громади.
19 липня 2020 року, в результаті адміністративно-територіальної реформи та ліквідації Підгаєцького району, село увійшло до складу Тернопільського району.

## Населення

### Мова
Розподіл населення за рідною мовою за даними перепису 2001 року:
| Мова       | Кількість | Відсоток |
| ---------- | --------- | -------- |
| українська | 132       | 100%     |

## Пам'ятки
Є церква святих верховних апостолів Петра і Павла (реконструйована з костьолу, 1935).
Встановлено пам'ятний знак Борцям за волю України.

## Соціальна сфера
Діють бібліотека, ФАП.

## Галерея

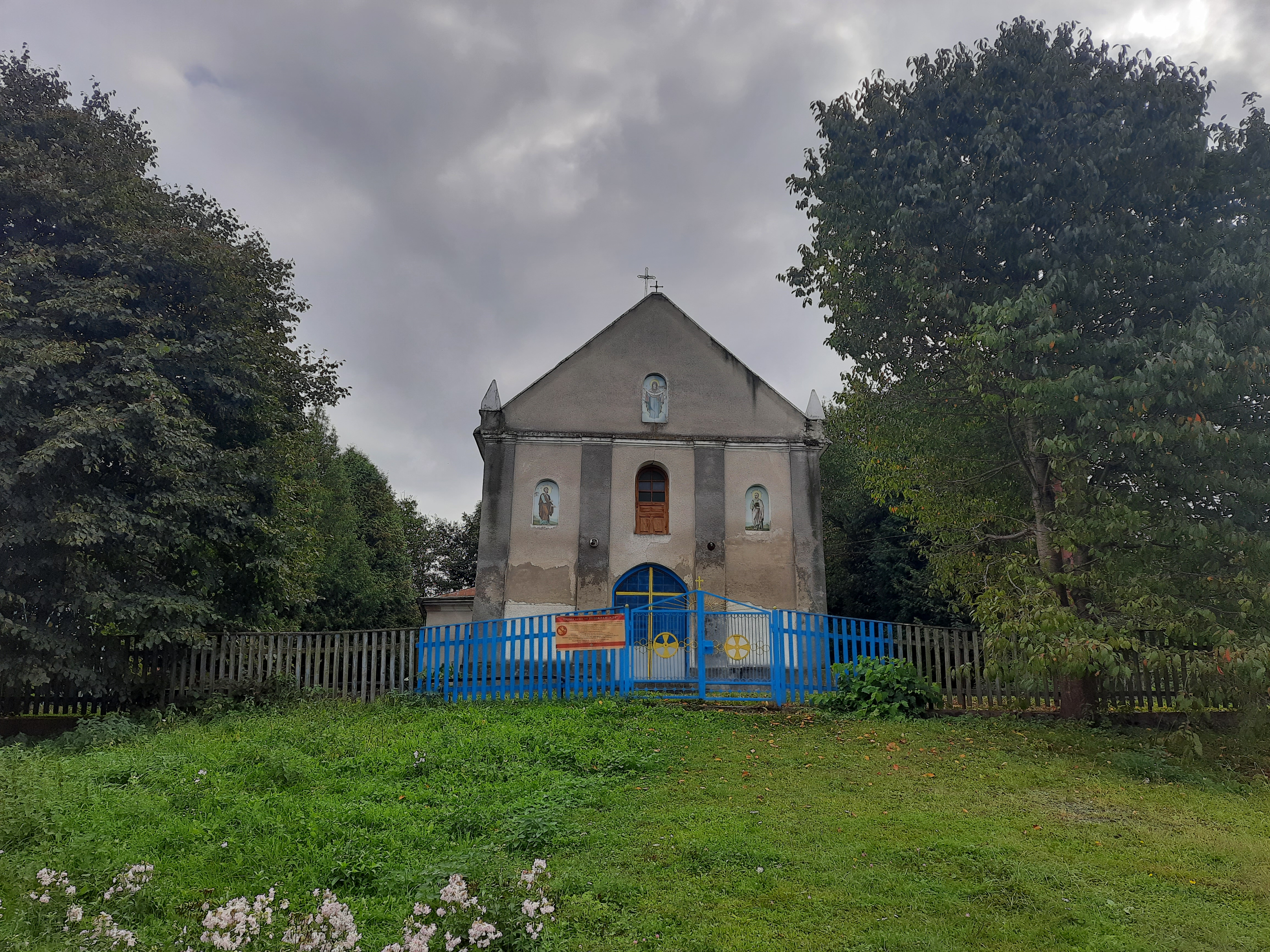
Церква Святих Верховних Апостолів Петра і Павла
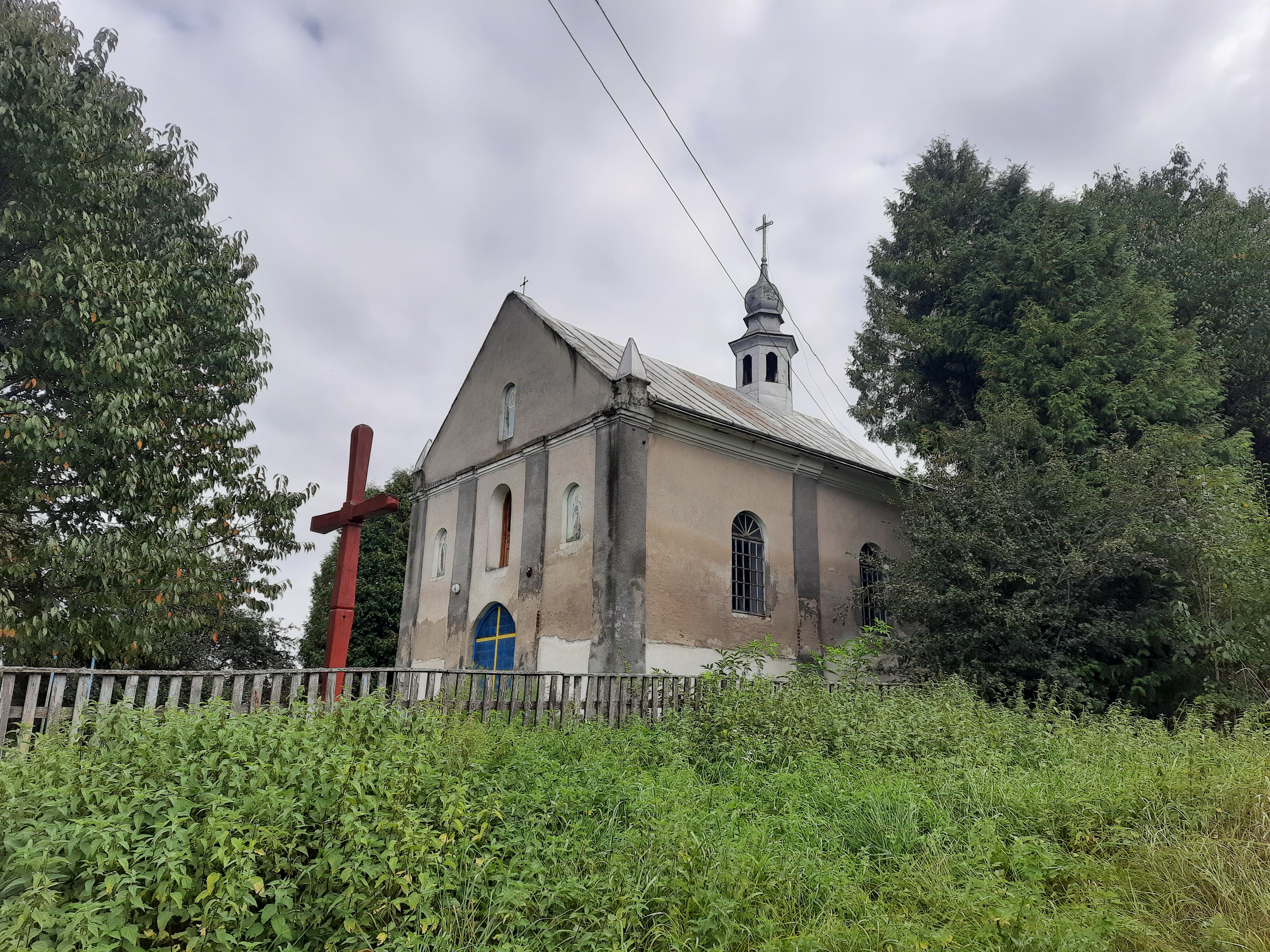
Церква Святих Верховних Апостолів Петра і Павла
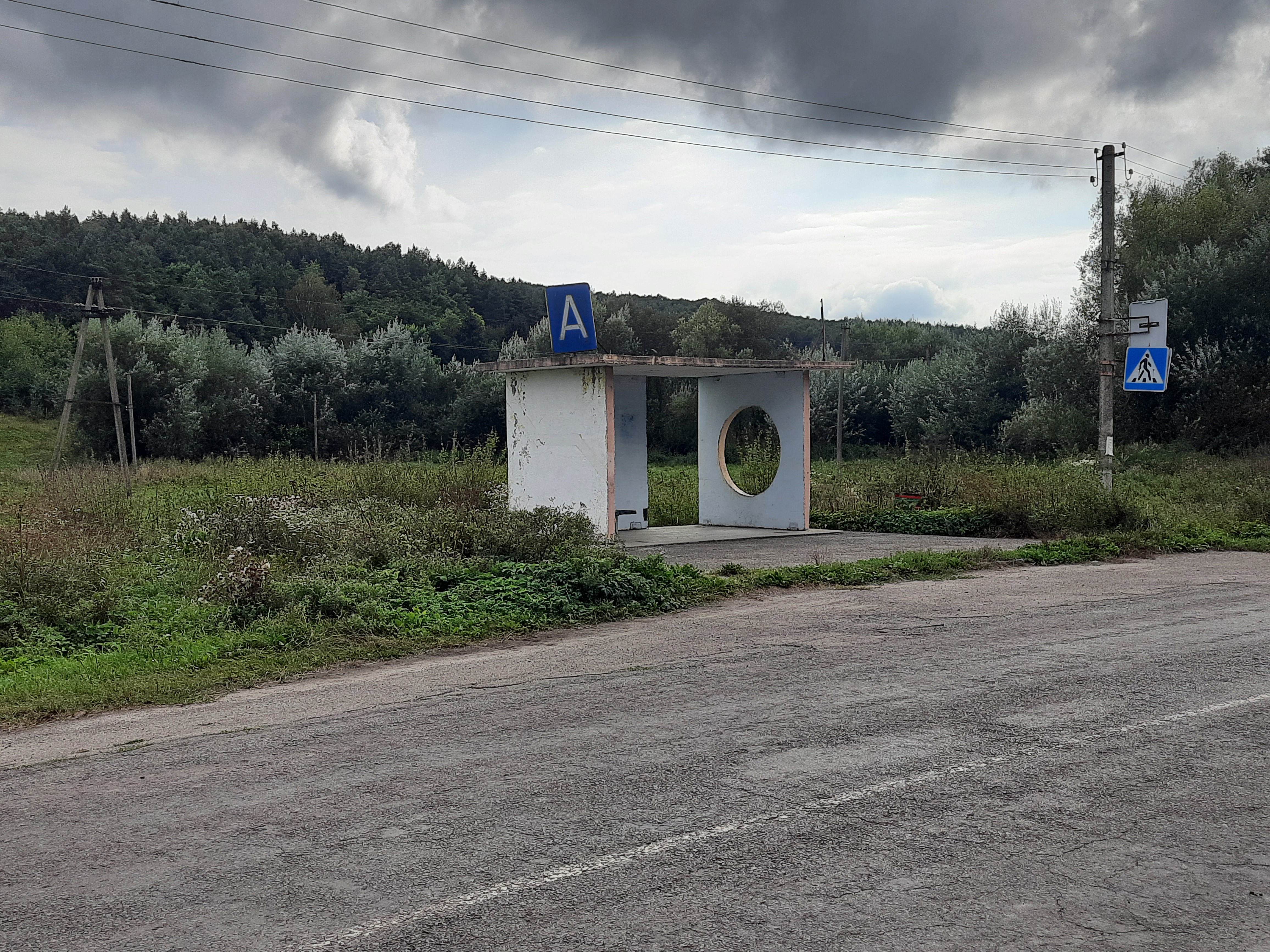
Автобусна зупинка біля села
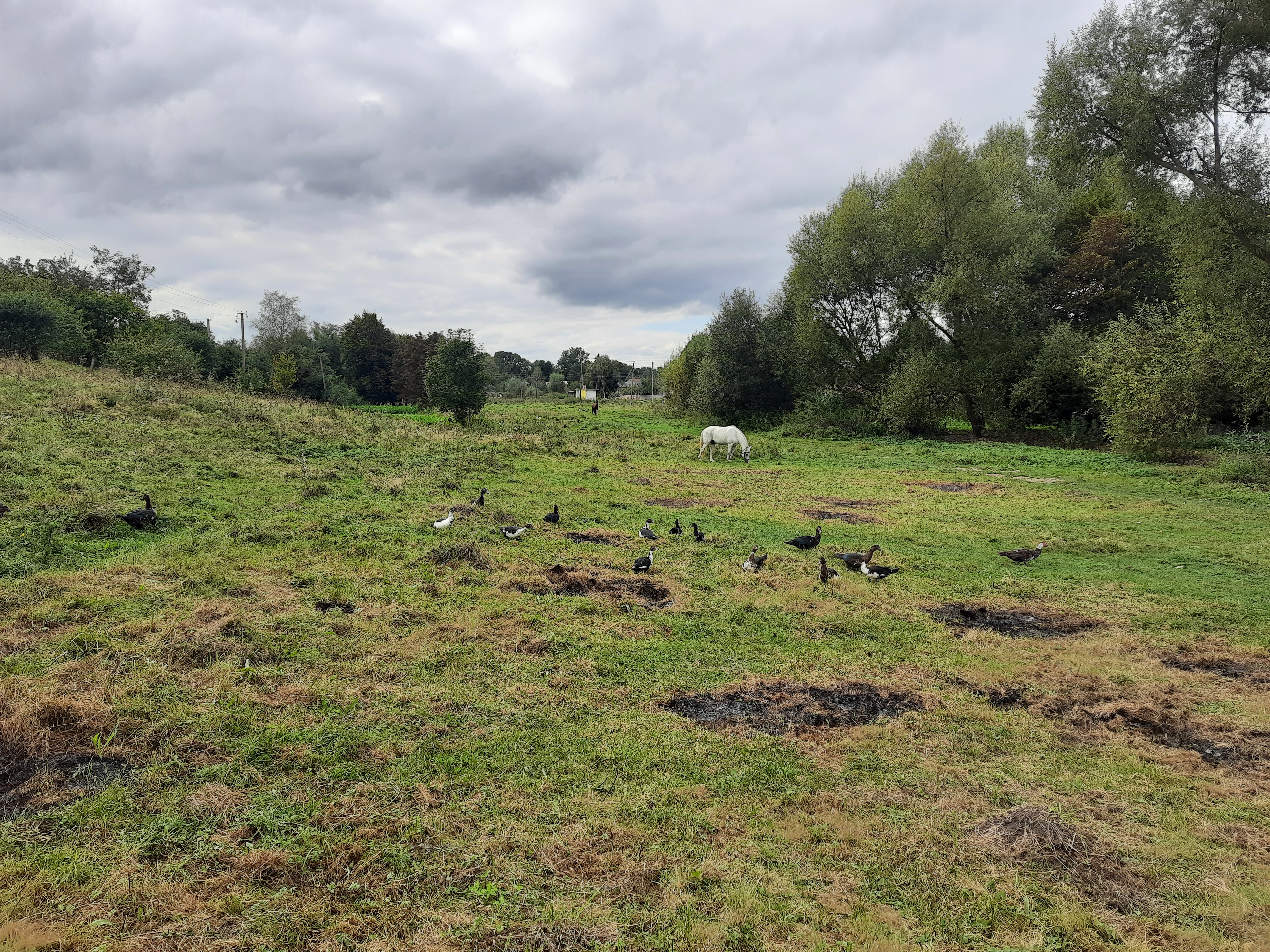
Сільський пейзаж